# Atractoscion
Atractoscion es un género de peces de la familia de los sciénidos.

## Especies
- Atractoscion aequidens (Cuvier, 1830)
- Atractoscion nobilis (Ayres, 1860